# Airaphilus ferrugineus
Airaphilus ferrugineus is een keversoort uit de familie spitshalskevers (Silvanidae). De wetenschappelijke naam van de soort werd in 1862 gepubliceerd door Ernst Gustav Kraatz.